# Eufemia z Chalcedonu

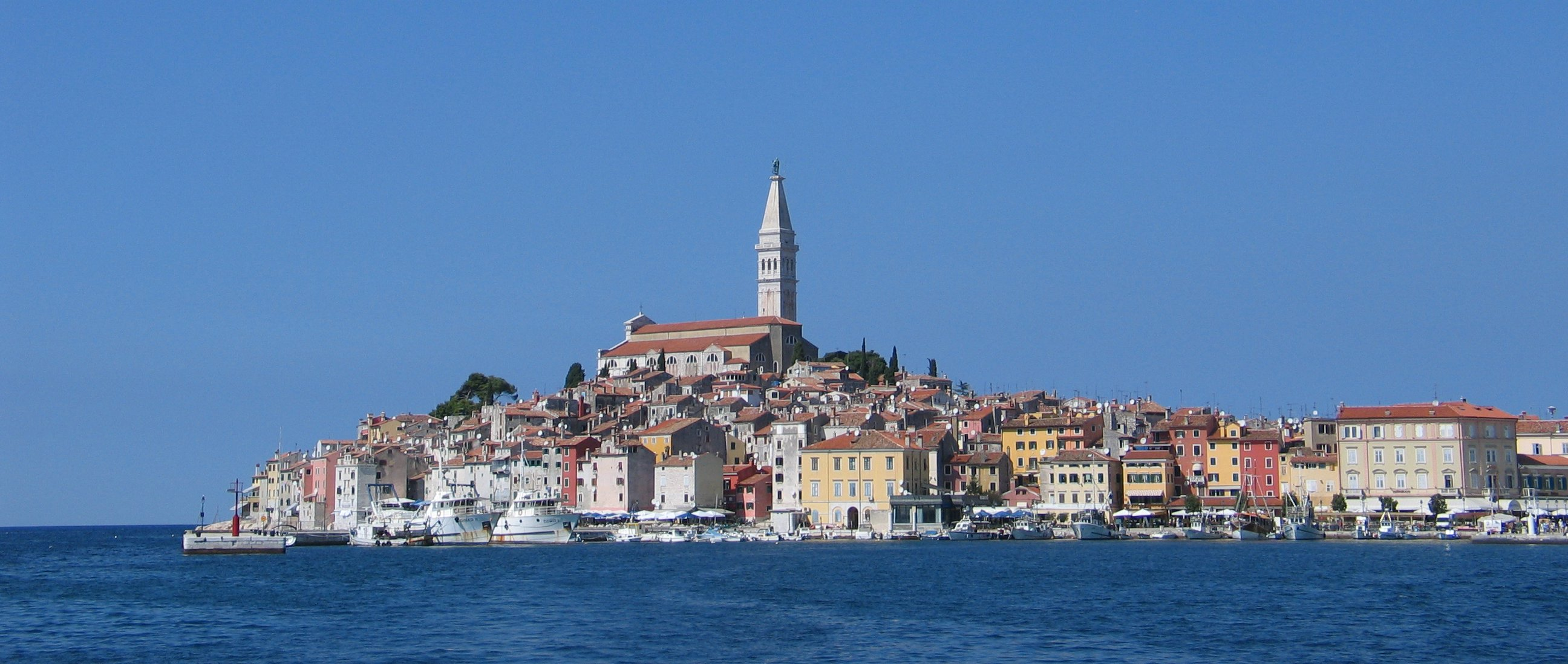
Widok na Rovinj z bazyliką św. Eufemii w centrum miasta

Eufemia z Chalcedonu, również Wielka męczennica Eutymia (cs. Евфи́мия Всехва́льная) – żyjąca na przełomie III i IV wieku męczennica chrześcijańska, święta Kościoła katolickiego, ormiańskiego, koptyjskiego i prawosławnego.

## Życie
Urodziła się w Chalcedonie (dzisiejsza dzielnica Stambułu) w okolicach Konstantynopola w możnej rodzinie, jako córka senatora Philophornosa i Teodozji.
Podczas panowania cesarza rzymskiego Dioklecjana Eufemia została uwięziona wraz z 49 innymi chrześcijanami pod zarzutem odmowy złożenia ofiary bogu wojny Marsowi. Po rozlicznych mękach m.in. łamaniu kołem wydano ją na pożarcie dzikim zwierzętom w rzymskim amfiteatrze. Mimo śmierci, jej ciało nie zostało rozszarpane, co zadziwiło przyglądającą się widowisku gawiedź. W czasach chrześcijańskich wokół jej grobu w Chalcedonie powstała katedra, zniszczona do 1555. Kult św. Eufemii podtrzymywany jest w Chalcedonie w nowej świątyni zbudowanej w XVII w..
Tam też w roku 451 odbył się IV sobór powszechny (Sobór chalcedoński).

## Cud św. Eufemii
Cud św. Eufemii związany jest z IV soborem powszechnym w Chalcedonie. Podczas soboru powstał spór o 
wyznanie wiary i dogmatu monofizytyzmu dotyczącego pełnej boskości i pełnego człowieczeństwa Jezusa Chrystusa, Drugiej Osoby Boskiej. Podczas obrad soboru nie udało się osiągnąć porozumienia. Anatolius, biskup Konstantynopola zaproponował, aby sobór przedłożył prośbę do Ducha Świętego za wstawiennictwem świętej Eufemii. Strony sporu złożyły wyznania wiary i umieściły je na 3 dni w sarkofagu świętej Eufemii w obecności cesarza Marcjana, który kazał opieczętować grób i postawił przy nim straże. Po trzech dniach spędzonych na postach i modlitwie, otwarto grób i wyznanie wiary znajdowało się w prawej ręce św. Eufemii, a dogmat o monofizytyzmie u jej stóp. Cud został zatwierdzony przez papieża św. Leona I.

## Kult
Począwszy od 13 lipca 800 roku historia miasteczka Rovinj łączy się z historią świętej Eufemii.
Poprzez minione stulecia trumnę z zachowanym ciałem świętej odwiedziły niezliczone rzesze oddających jej hołd pielgrzymów z całego świata. Modlitwy i prośby miały wybawiać ich w trudnych czasach.
Jej kult w Cerkwi prawosławnej jest powszechny. Jest orędowniczką osób o słabej wierze. Wierni modlą się do niej, aby pomogła umocnić w wierze siebie i innych.
Dzień obchodów
Jej wspomnienie liturgiczne w Kościele katolickim obchodzone jest 16 września.
Kościół prawosławny wspomina świętą dwukrotnie:
- 16/29 września[a], tj. 29 września według kalendarza gregoriańskiego,
- 11/24 lipca, tj. 24 lipca (Cud św. Eufemii).

11/24 lipca to również Dzień Pamięci w Kościołach: ormiańskim i koptyjskim (odpowiednio według własnego kalendarza).

## Relikwie św. Eufemii

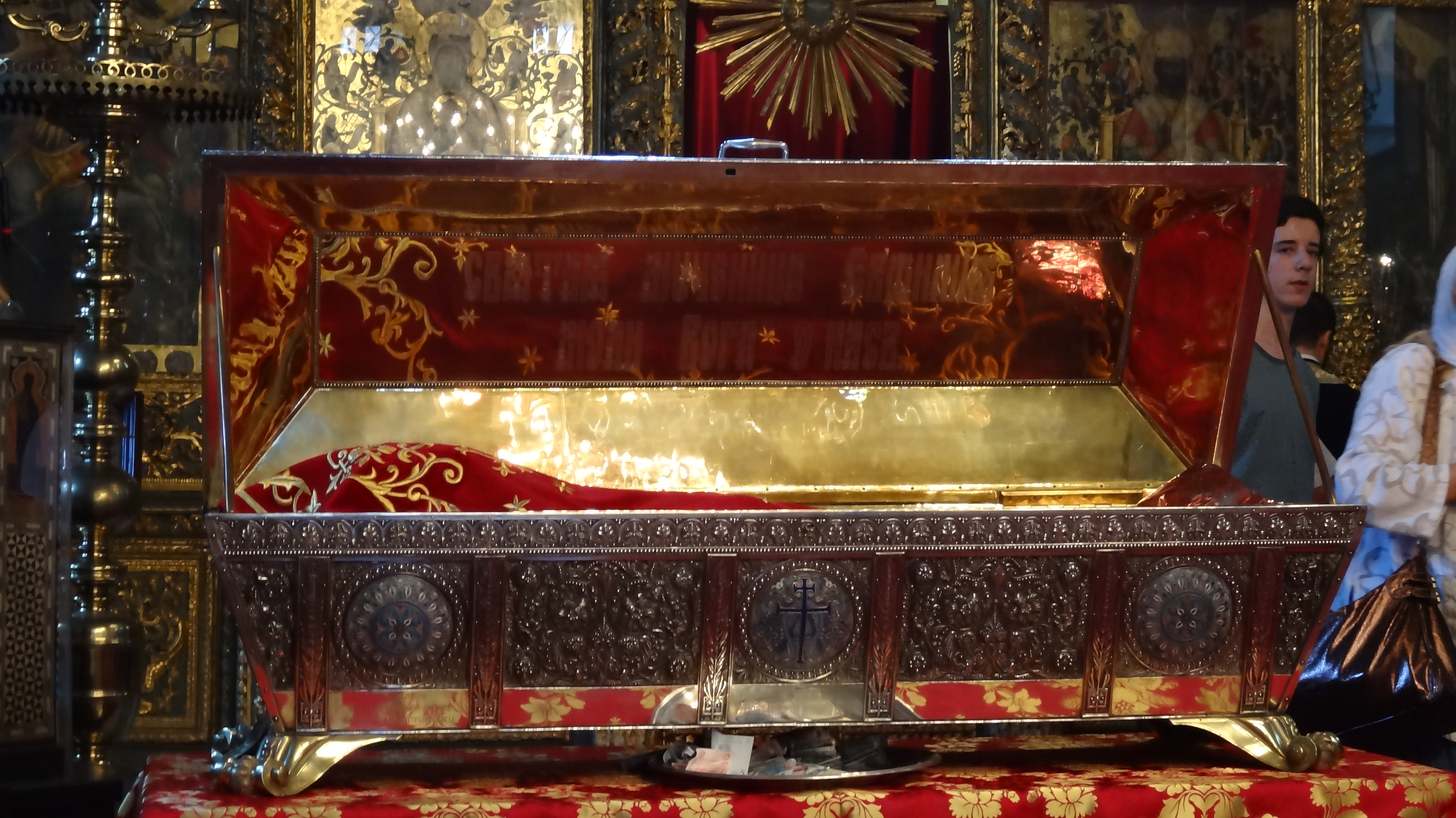
Relikwiarz św. Eufemii w katedrze św. Jerzego w Stambule.

W czasie najazdów Persów ok. 617 r., z obawy przed splądrowaniem grobu, szczątki świętej zostały przeniesione z Chalcedonu do Konstantynopola i umieszczone w bazylice, wzniesionej pod wezwaniem świętej Eufemii. Podczas ikonoklazmu, relikwie św. Eufemii zostały wrzucone do morza, a następnie odzyskane przez statki braci Sergiusza i Sergonosa i przechowane przez miejscowego biskupa. Relikwie zostały przeniesione na wyspę Limnos, a następnie wróciły do Konstantynopola. W średniowieczu relikwie Eufemii zabrali z Konstantynopola krzyżowcy. Głowę Świętej templariusze przechowywali w Nikozji na Cyprze. Dziś większość relikwii znajduje się bazylice św. Eufemii w Rovinj (dawne Rovigno), w Chorwacji, w rzymskim sarkofagu z VI w. Według legendy relikwie trafiły tu ok. 800 r. - sarkofag wyłowić miał z morza mały chłopiec. Część relikwii ma się znajdować w soborze katedralnym św. Jerzego Ekumenicznego Patriarchatu Konstantynopola w Stambule.
W ikonografii zachodniej święta Eufemia przedstawiana jest z lilią, palmą i kołem w ręku, z mieczem w sercu lub dwoma lwami u stóp.
W ikonografii Wschodu święta zwykle przedstawiana jest w zielonych szatach, przykrytych czerwonym płaszczem. W prawej ręce trzyma krzyż, w lewej zwój z pierwszymi słowami Symbolu Wiary: "Wierzę w jednego Boga".